# Graduierter Ring
In der kommutativen Algebra und der algebraischen Geometrie ist ein graduierter Ring eine Verallgemeinerung des Polynomrings in mehreren Veränderlichen. Er ist in der algebraischen Geometrie  ein Mittel, projektive Varietäten zu beschreiben.
Dieser Artikel beschäftigt sich mit kommutativer Algebra. Insbesondere sind alle betrachteten Ringe kommutativ und haben ein Einselement. Ringhomomorphismen bilden Einselemente auf Einselemente ab. Für weitere Details siehe Kommutative Algebra.

## Definition
Ein graduierter Ring A ist ein Ring, der eine Darstellung als direkte Summe von abelschen Gruppen hat:
{\displaystyle A=\bigoplus _{n\in \mathbb {N} }A_{n}=A_{0}\oplus A_{1}\oplus A_{2}\oplus \cdots }
sodass {\displaystyle A_{i}A_{j}\subseteq A_{i+j}.}
Elemente von {\displaystyle A_{j}} werden homogene Elemente vom Grad {\displaystyle j} genannt. Jedes Element eines graduierten Ringes kann eindeutig als Summe von homogenen Elementen geschrieben werden. 
Ein Ideal {\displaystyle I} wird homogen genannt, wenn:
{\displaystyle I=\bigoplus _{n\in \mathbb {N} }(I\cap A_{n})}
Ist {\displaystyle I} ein Ideal des Ringes {\displaystyle R}, so kann der zum Ideal {\displaystyle I} assoziierte Ring {\displaystyle \mathrm {gr} _{I}(R)} gebildet werden:
{\displaystyle \mathrm {gr} _{I}(R)=\bigoplus _{n\in \mathbb {N} }I^{n}/I^{n+1}}

## Eigenschaften
- Ein Ideal ist genau dann homogen, wenn es von homogenen Elementen erzeugt werden kann.
- Die Summe, das Produkt, der Schnitt und das Radikal homogener Ideale ist wieder homogen.
- Ein homogenes Ideal {\displaystyle I} ist genau dann prim, wenn für alle homogenen {\displaystyle f,g\in R} gilt:

{\displaystyle fg\in I\ \Leftrightarrow (f\in I\lor g\in I)}
- Ist {\displaystyle R} noethersch und {\displaystyle I\subset R} ein Ideal, dann ist auch {\displaystyle \mathrm {gr} _{I}(R)} noethersch.

## Charakterisierung regulärer Ringe
Ist {\displaystyle R} ein lokaler noetherscher Ring, {\displaystyle m} sein maximales Ideal, {\displaystyle k=R/m} und {\displaystyle x_{1},\dots x_{n}} eine {\displaystyle k}-Basis des Vektorraums {\displaystyle m/m^{2}}, so sind folgende Aussagen äquivalent:
(1) {\displaystyle R} ist regulär.
(2) Der durch
{\displaystyle f\colon X_{i}\mapsto x_{i}}
definierte Homomorphismus
{\displaystyle f\colon k[X_{1},\dots ,X_{n}]\to \mathrm {gr} _{m}(R)}
ist ein Isomorphismus von graduierten {\displaystyle k}-Algebren.

## Beispiele
- Wenn {\displaystyle K} ein Körper ist, dann ist {\displaystyle K[X_{1},\dots X_{n}]} auf natürliche Weise ein graduierter Ring.
- Dieser Ring kann auch mit einer anderen Graduierung versehen werden:

Ist {\displaystyle (i_{1},\dots ,i_{n})\in \mathbb {N} ^{n}}, so ist {\displaystyle A_{k}} die Menge der quasihomogenen Polynome vom Grad {\displaystyle k}:
{\displaystyle A_{k}:=\sum _{\alpha _{1}i_{1}+\dots +\alpha _{n}i_{n}=k}s_{\alpha _{1},\dots ,\alpha _{n}}X^{i_{1}}\dots X^{i_{n}}}